# Úblo

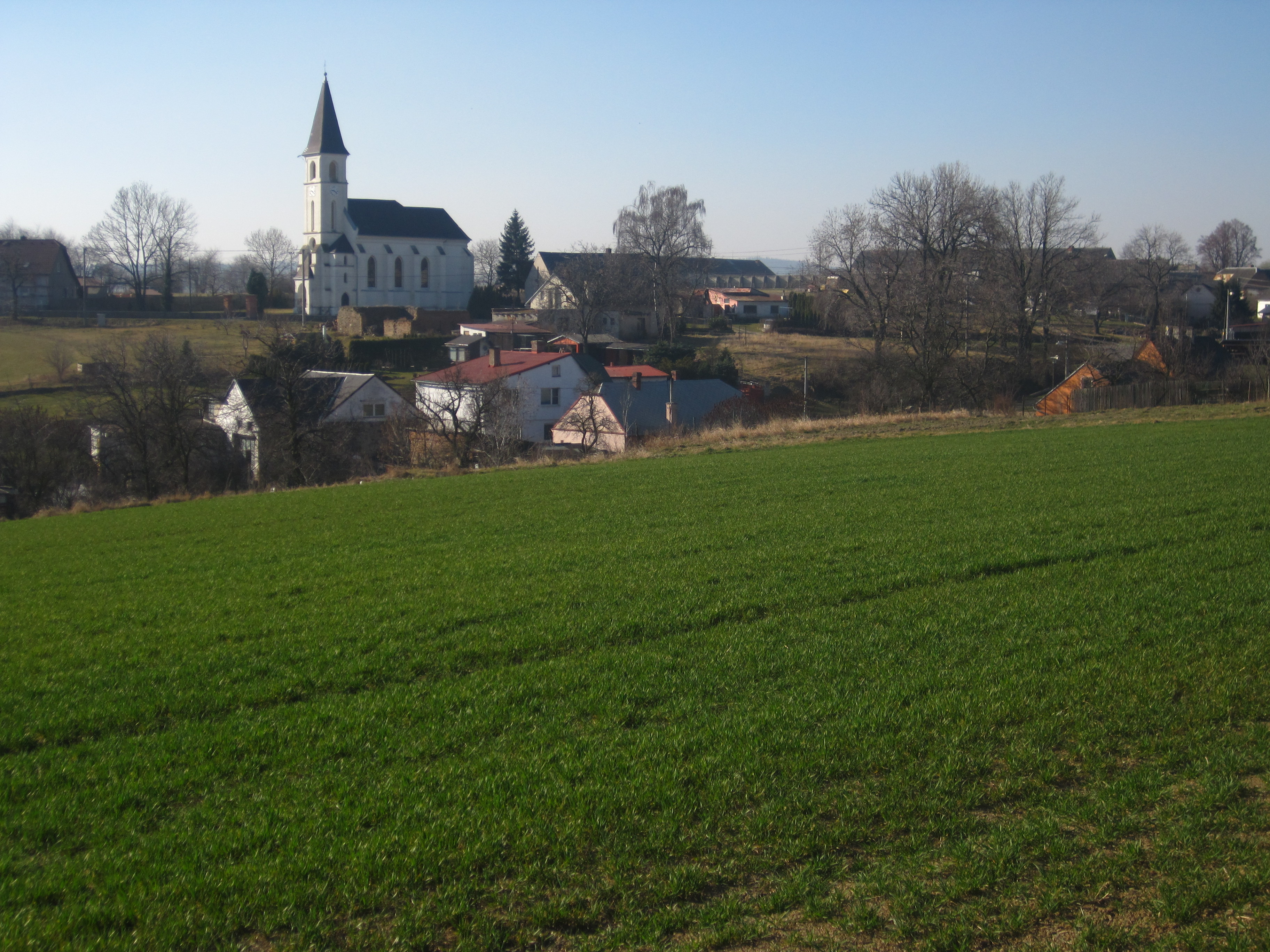
Ortsansicht

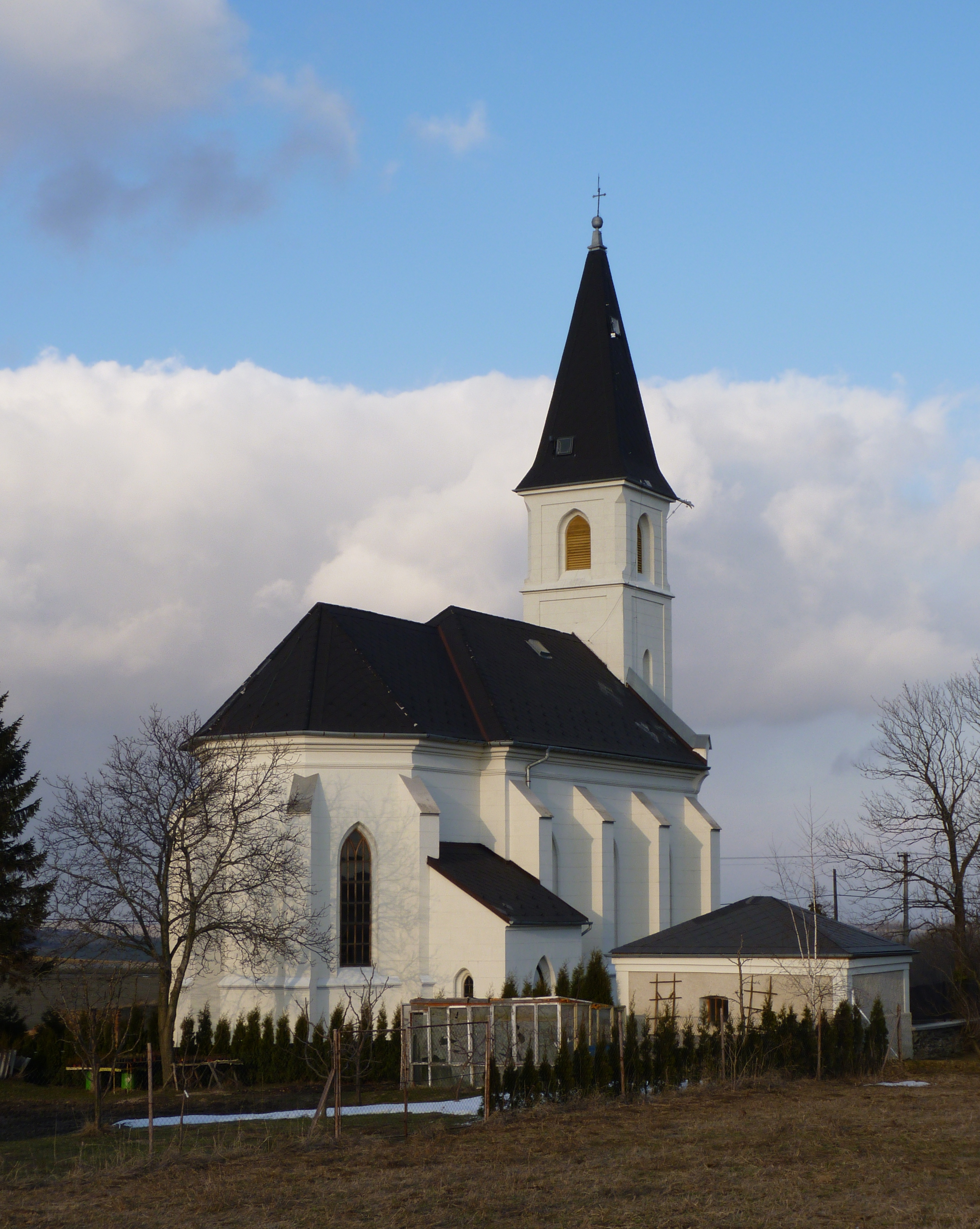
Kirche des Erlösers

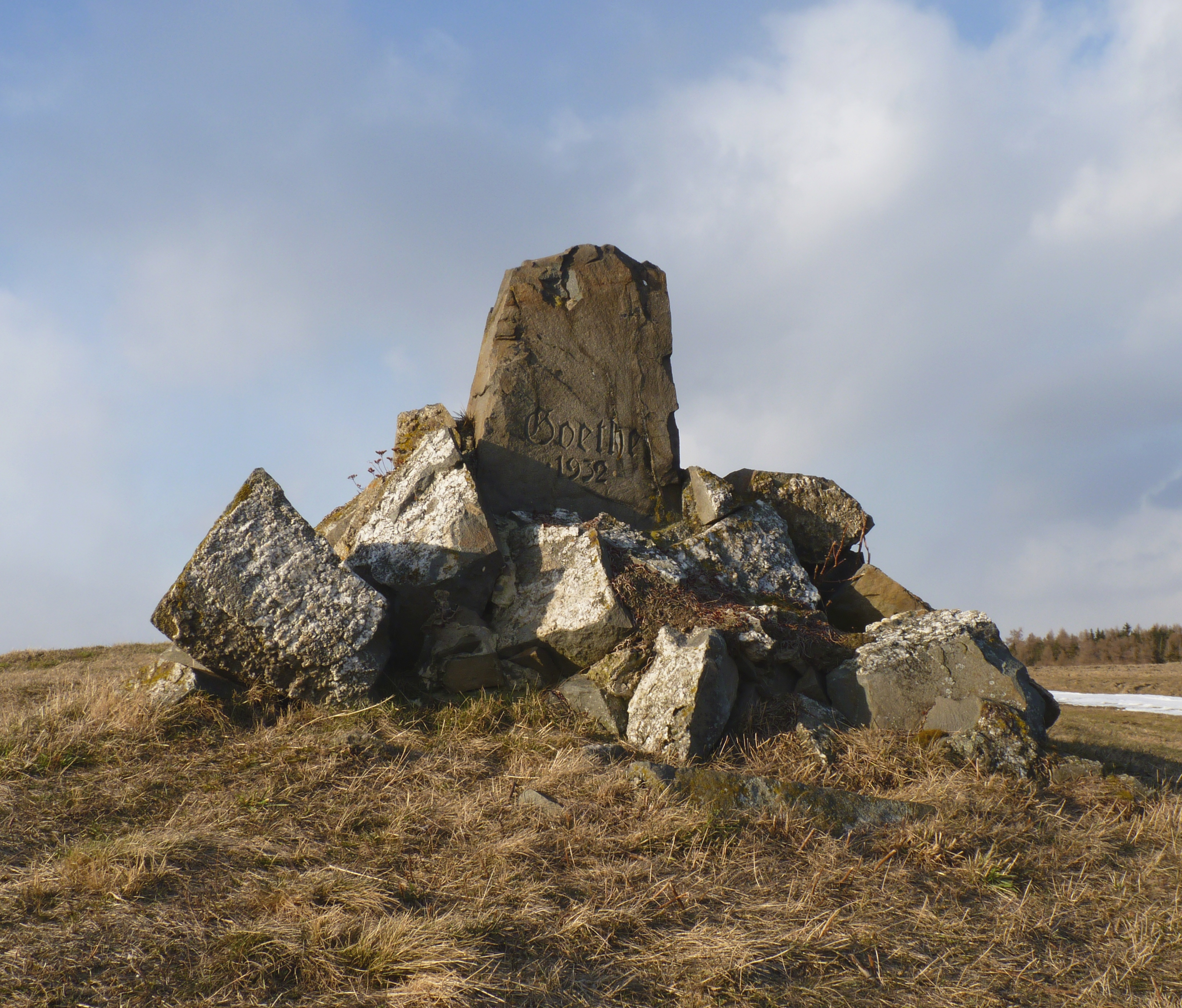
Goethe-Gedenkstein

Úblo (deutsch Aubeln, polnisch Ublo) ist ein Ortsteil der Gemeinde Brumovice (Braunsdorf) in Tschechien. Er liegt siebeneinhalb Kilometer südlich von Krnov (Jägerndorf) nahe der Grenze zu Polen und gehört zum Okres Opava.

## Geographie
Der als Straßenangerdorf angelegte Ort Úblo befindet sich – angelehnt an eine Hochfläche – in den Ausläufern der Brantická vrchovina (Bransdorfer Hügelland) über dem Quellgrund eines kleinen Zuflusses zur Čižina (Cziczina). Nördlich erhebt sich der Ulrichsberg (422 m. n.m.), südwestlich der Nad Lomem (419 m. n.m.) und im Westen der Lichnovský kopec (463 m. n.m.). Gegen Westen und Norden liegt das Tal der Čižina, an den rechtsseitigen Hängen erstreckt sich der Černý les (Schwarzwald).
Nachbarorte sind Býkov (Pickau) und Pocheň (Pochmühl) im Norden, Úvalno (Lobenstein) und Branice (Branitz) im Nordosten, Brumovický Mlýn (Braunsdorfer Mühle), Pustý Mlýn (Wüstemühl) und Brumovice im Osten, Loděnice (Lodnitz), Tábor (Tabor) und Velké Heraltice (Großherrlitz) im Südosten, Hůrky (Horken) und Malé Heraltice (Kleinherrlitz) im Süden, Kolná (Jagdhase) im Südwesten, Lichnov (Lichten) im Westen sowie Dubnice (Taubnitz) und Láryšov (Larischau) im Nordwesten.

## Geschichte
Die erste schriftliche Erwähnung des zur Feste Wartnau gehörigen Dorfes Vblo erfolgte im Jahre 1377 im Zuge der Teilung des Herzogtums Troppau, bei der der Ort dem Herzogtum Jägerndorf zugeordnet wurde. Besitzer der Grundherrschaft war zu dieser Zeit Stephan I. von Holnstein und Wartnau. 1407 wurde Oska von Wartnau – vermutlich Stephans Witwe – als Besitzerin des Herrschaft Wartnau erwähnt. Stephan II. von Holnstein und Cimburg veräußerte 1447 die Feste und das Gut Wartnau mit allem Zubehör an Bernhard Birka von Nassiedel. Während des böhmisch-ungarischen Thronfolgekriegs kämpfte Bernhard Birka auf Seiten des gewählten Königs Ladislaus Jagiello. Nach der Einnahme und Inbrandsetzung von Jägerndorf sowie der Gefangennahme des Herzogs Johann IV. durch die Truppen des Gegenkönigs Matthias Corvinus eroberte das ungarische Heer Ende August 1474 auch die Feste Wartnau und brannte sie nieder. Die Feste wurde nicht wieder aufgebaut, die Wartnauer Güter fielen der Jägerndorfer Kammer zu.
Zum Ende des 15. Jahrhunderts wurden die Herren von Schellenberg Grundherren, mit dem Verkauf des Herzogtums Jägerndorf durch Georg von Schellenberg an Markgraf Georg den Frommen gelangte dieses 1523 an das Haus Hohenzollern. 1623 fiel das Herzogtum den Fürsten von Liechtenstein zu. Im 18. Jahrhundert wurde das bis dahin mährischsprachige Dorf germanisiert. Im Jahre 1835 bestand Aubeln bzw. Hublo aus 50 überwiegend hölzernen mit 300 katholischen und deutschsprachigen Einwohnern, die von Ackerbau, Pferdezucht und Obstbau lebten. Im Ort gab es einen Erbrichter, neun Bauern und eine Schule. Pfarrort war Braunsdorf. Die Nutzfläche umfasste 442 Joch Ackerland, 247 Joch Waldungen und 78 Joch Wiesenland. Bis zur Mitte des 19. Jahrhunderts gehörte Aubeln zu den herzoglichen Kammergütern.
Nach der Aufhebung der Patrimonialherrschaften bildete Aubeln / Ublo bzw. Hublo mit den Ortsteilen Jagdhase / Jochoz und Pochmühl / Pocheň eine Gemeinde im Gerichtsbezirk Jägerndorf. Ab 1869 gehörte Aubeln zum Bezirk Jägerndorf. Zu dieser Zeit hatte das Dorf 328 Einwohner und bestand aus 50 Häusern. Ab 1880 wurden Úblo bzw. Hublo alternativ als tschechische Ortsnamen verwendet. Im Jahre 1900 lebten in Aubeln 286 Personen, 1910 waren es 306. Beim Zensus von 1921 lebten in den 113 Häusern der Gemeinde Aubeln / Ublo 492 Personen, davon 485 Deutsche. Auf das Dorf Aubeln (60 Häuser) entfielen davon 263; 138 Personen lebten in Pochmühl (29 Häuser) und 91 in Jagdhase (24 Häuser). Im Jahre 1930 bestand das Dorf Aubeln aus 61 Häusern und hatte 271 Einwohner; in der Gemeinde lebten 476 Personen. Nach dem Münchner Abkommen wurde Aubeln 1938 dem Deutschen Reich zugesprochen und gehörte bis 1945 zum Landkreis Jägerndorf. 1939 hatte die Gemeinde 439 Einwohner. Nach dem Ende des Zweiten Weltkrieges kam Úblo zur Tschechoslowakei zurück, die deutschsprachige Bevölkerung wurde größtenteils vertrieben. Im Jahre 1950 hatte das Dorf 166 Einwohner und bestand aus 59 Häusern. 1961 wurde die Gemeinde Úblo in den Okres Opava umgegliedert. 1963 erfolgte die Eingemeindung nach Brumovice. Im Jahre 1970 hatte das Dorf Úblo 175 Einwohner, 1991 waren es 171. Beim Zensus von 2011 lebten in den 43 Wohnhäusern von Úblo 168 Personen; ein Teil der Häuser wird heute nicht mehr zu Wohnzwecken genutzt.

## Ortsgliederung
Die Ortsteile Kolná, Pocheň und Úblo bilden den Katastralbezirk Úblo.

## Sehenswürdigkeiten
- Kirche des Erlösers, der um 1901 an der Straße nach Brumovice errichtete und von einem Friedhof umgebene neugotische Bau wurde 1996 einschließlich der Friedhofsmauer, des Friedhofstores und dem Totenhaus zum Kulturdenkmal erklärt[4]
- Goethe-Gedenkstein auf dem Hügel westlich des Dorfes, errichtet 1932 anlässlich des 100. Todestages des Dichters
- Steinernes Kreuz mit deutscher Inschrift, unter einer Baumgruppe am Abzweig nach Pocheň im nördlichen Teil des Dorfes
- Abgesoffener Dachschieferbruch, anderthalb Kilometer nordwestlich des Dorfes im Černý les

## Söhne und Töchter des Ortes
- Ernst Trull (1861–1918), deutscher Lyriker und Romanautor
- Robert Lehmann (1910–1973), SS-Hauptsturmführer